# Gondáné Fórián Csilla
Gondáné Fórián Csilla (Debrecen, 1969. január 2. –) 42-szeres magyar bajnok tollaslabdázó, egykori olimpikon.
Minden idők legsikeresebb magyar tollaslabdázója, egyéniben háromszor, női párosban tízszer, vegyes párosban tizenegyszer és csapatban (a Debreceni TC-DSC-SI-vel) tizennyolcszor nyert magyar bajnoki címet.
Az 1992-es barcelonai olimpián egyéniben és női párosban (Dakó Andreával az oldalán) is részt vett, mindkét versenyszámban az első fordulóban esett ki.

## Díjai, elismerései
- Női egyéni magyar tollaslabdabajnok: 3x (1989, 1997, 2006)
- Női páros magyar tollaslabdabajnok: 10x (1990, 1992, 1993, 1995, 1997, 2000, 2001, 2003, 2005, 2006)
- Vegyes páros magyar tollaslabdabajnok: 11x /rekord/ (1989, 1990, 1993, 1996, 1997, 1998, 1999, 2001, 2002, 2003, 2004)
- Magyar tollaslabda-csapatbajnok: 18x (1990/1991, 1991/1992, 1992/1993, 1993/1994, 1994/1995, 1996/1997, 1997/1998, 1998/1999, 1999/2000, 2000/2001, 2001/2002, 2002/2003, 2003/2004, 2004/2005, 2005/2006, 2006/2007, 2007/2008, 2009/2010)
- Az év magyar tollaslabdázója 9x (1988, 1989, 1992, 1996, 2000, 2001, 2003, 2004, 2005)